# Koporskaja guba
Koporskaja guba (ros. Копорская губа) – część Zatoki Fińskiej w obwodzie leningradzkim w Rosji. Nazwa pochodzi od twierdzy Koporje, znajdującej się na południe od zatoki. Jedyną dużą miejscowością nad zatoką jest miasto Sosnowy Bór. Do zatoki uchodzi kilka krótkich rzek, jak na przykład Sista, Kowaszy czy Woronka.